# Idiommata iridescens
Idiommata iridescens là một loài nhện trong họ Barychelidae. Loài này phân bố ờ Queensland.